# صالح بن احمد حنبل
ٌصالح بن احمد بن حنبل، شیبانی بغدادی با کُنیهٔ ابوالفضل، (۸۱۸، بغداد - ۸۷۸م، اصفهان) فقیه و قاضی عراقی در سدهٔ سوم هجری/نهم میلادی و پسر احمد بن حنبل بود. نزد پدرش آموخت و از او حدیث فراگرفت. سپس به قضاوت اصفهان گمارده شده و همان‌جا درگذشت.